# 串田晃
串田晃（串田アキラ，1948年10月17日—）是一名出身於日本神奈川縣橫濱市的男性動畫歌手。所屬日本哥倫比亞唱片公司及東芝EXPRESS。綽號是「Kusshii」（クッシー）。

## 簡歷
串田晃於1969年以單曲「からっぽの青春」發片出道，並曾擔任NHK1970年代著名音樂節目《101舞台》（ステージ101）中的歌舞團體「青春101」（ヤング101）初期成員。
1979年因演唱西片《迷霧追魂手》的日本上映版片尾曲「Rollin' Into The Night」，而被作曲家渡邊宙明相中，於1981年讓串田演唱了《太陽戰隊太陽火神》主題曲。其後的演唱生涯，主要以演唱特攝及動畫作品的主題歌為主，如《宇宙刑事卡邦》主題曲、《金肉人》主題曲／／及《爆龍戰隊暴連者》片尾曲「We are the ONE 」等等。
2006年曾與宮內堂千及MoJo合作出席活動。

## 代表曲

### 動畫主題曲
- 疾風ザブングル（『戰鬥機器 薩奔格爾』片頭曲／1982年）
- 乾いた大地（『戰鬥機器 薩奔格爾』片尾曲／1982年）
- キン肉マンGo Fight!（『金肉人』前期片頭曲／1983年）
- 炎のキン肉マン（『筋肉人』中期片頭曲／1984年）
- キン肉マン旋風（センセーション）（『金肉人』後期片頭曲／1986年）
- 神魂合体ゴーダンナー!!（『神魂合體GODANNAR!!』片頭曲／2003年）
- 我が名はゴーダンナー（『神魂合體GODANNAR!! SECOND SEASON』片尾曲／2004年）
- ライブチェンジしよう!（『ライブオン CARDLIVER 翔』片尾曲／2008年）
- 究極の聖戦（『龍珠超』插曲／2018年）
- 荒野に咲けよ冒険者たち（『新人大叔冒險者，被最強隊伍操到死成無敵』片頭曲／2024年）

### OVA主題曲
- 裂空!学園特捜ヒカルオン -テーマ オブ ヒカルオン-（『學園特搜HIKARUON』片頭曲／1987年）
- 蒼雷伝説（『朱鷺色怪魔』插曲／1989年）與鈴宮和由合唱
- ENERGY（『朱鷺色怪魔』第二代片尾曲／1989年）與鈴宮和由合唱
- 勝利だ!ビッグ・サイトロン（『魔法護士小麥』插曲／2002年）
- Gods（『新蓋特機械人』印象歌曲／2004年）

### 特攝主題曲
- 太陽戦隊サンバルカン（『太陽戰隊太陽火神』片頭曲／1981年）
- ドラゴン・ロード（『假面騎士ZX』印象歌曲／1982年、『10號誕生!假面騎士全員集合!!』片頭曲／1984年）
- 宇宙刑事ギャバン（『宇宙刑事GAVAN』片頭曲／1982年）
- 宇宙刑事シャリバン（『宇宙刑事SHARIVAN』片頭曲／1983年）
- 宇宙刑事シャイダー（『宇宙刑事SHAIDER』片頭曲／1984年）
- 銀河のターザン（『巨獸特搜JUSPION』插曲／1985年）
- 超惑星戦斗母艦ダイレオン（『巨獸特搜JUSPION』插曲／1985年）
- パワフルファイター・ジャスピオン（『巨獸特搜JUSPION』插曲／1985年）
- まぶしいあいつ（『巨獸特搜JUSPION』插曲／1985年）
- ジライヤ（『世界忍者戰磁雷矢』片頭曲／1988年）
- 機動刑事ジバン（『機動刑事JIBAN』片頭曲／1989年）
- さばきの雷～キャプテントンボーグのテーマ～（『B-ROBO KABUTACK』插曲／1997年）
- Super Dream 13（『B-ROBO KABUTACK』插曲／1997年）
- a lone wolf ～銀の戦士～（『百獸戰隊牙吠連者』插曲／2001年）
- WIND & THUNDER（『忍風戰隊破裏劍者』插曲／2002年）
- ABARE-SPIRIT FOREVER（『爆龍戰隊暴連者』插曲／2003年）
- 気分はMAX!（『爆龍戰隊暴連者』插曲／2003年）
- We are the One ～僕らはひとつ～（『爆龍戰隊暴連者』片尾曲／2003年）
- 新剣銃士フランスファイブ（『銃士戰隊法國五』片頭曲／法國戲仿作品／2004年）
- GO!GO!スピードファントム（『SPEED PHANTOM』片頭曲／原裝DVD作品／2005年）
- FLY OUT! ULTIMATE DAIBOUKEN（『轟轟戰隊冒險者』插曲／2006年）
- 風よ光よ（『獅子丸G』片頭曲／2006年）
- 押忍!ゲキチョッパー!（『獸拳戰隊激氣連者』印象歌曲／2007年）
- G12!チェッカーフラッグ（『炎神戰隊轟音者』印象歌曲／2008年）
- 侍合体!シンケンオー（『侍戰隊真劍者』印象歌曲／Project.R／2009年）
- POWER to TEARER（『假面騎士OOO』印象歌曲／2011年）與渡部秀合唱

### 電影主題曲
- ROLLIN' INTO THE NIGHT ～マッドマックスのテーマ～（『MAD MAX』／1979年）

### 遊戲主題曲
- TIME DIVER（『超級機械人大戰α』／2000年）
- 君は閃光☆THUNDERBOLT（『超級特攝大戰2001』／2001年）
- フーリガン（『フーリガン』／2001年）
- 宇宙特務ディスゼバン（『宇宙特務ディスゼバン』／2008年）

### 廣告歌曲
- 富士SAFARI PARK
- ロッテ・ごんべえ
- タカラ・ミクロマン
- 小川咖啡
- 東京メガネ（コーラス参加）
- 虎のプライド（とらのあな／2002年）
- 萬代書店

## 出演

### 電視動畫
2019年
- RobiHachi（希札庫立卡）

## 外部連結
- （日語） 串田晃官方網站（页面存档备份，存于）
- （日語） 串田晃 - 動畫歌手資料庫（页面存档备份，存于）